# 長宗我部盛親
長宗我部 盛親（ちょうそかべ もりちか）は、安土桃山時代から江戸時代前期の土佐国の大名・武将。長宗我部氏第22代当主。長宗我部元親の四男。戦国大名としての長宗我部氏の最後の当主。
父・元親の死後に長宗我部家の家督を継ぐ。関ヶ原の戦いで西軍に属すが、敗色濃厚と見て戦わず帰国し、徳川氏に謝罪の意を表しようとした。しかし、帰国直後に重臣たちが浦戸一揆を起こしたことをとがめられ、領国を没収され浪人となった。のち豊臣側から故郷の土佐一国の贈与を条件に旧臣と共に大坂城に入城、大坂の陣が勃発し、戦闘に参加したが敗北。再起を図るため、逃亡したが捕らえられた後、処刑された。

## 生涯

### 家督相続
天正3年（1575年）、長宗我部元親の四男に生まれる。幼名は千熊丸。
天正14年（1586年）の戸次川の戦いで長兄の長宗我部信親が戦死すると、兄の香川親和や津野親忠を推す一派と家督相続をめぐって争うが、父の後押しがあり、天正16年（1588年）に世子に指名された。この家督相続には吉良親実をはじめとして反対する者が少なくなかった。その理由のひとつは、元々盛親は兄弟の中でも傲慢で短気な性格から人望が薄く、嫌悪感を持つ者がいたからである（しかし元親はそれらを全て処断している）。元親が少年である千熊丸を世子に指名した理由は、親和と親忠は他の家系を既に継いでいたこと、何よりも溺愛していた信親の娘を娶わせるには上の2人では年齢差がありすぎたためともされている。豊臣氏の一門ではなく増田長盛を烏帽子親として元服し、「盛」の一字を授かって盛親と名乗ったことから、豊臣政権下において長宗我部家の格付けは低かったとされる。
長宗我部家の家督に決定した後、父・元親と共に長宗我部氏の共同支配者として二頭政治を行い、豊臣氏による天正18年（1590年）の小田原征伐、天正20年（1592年）からの朝鮮出兵に参加する。また、文禄3年（1594年）以降、知行宛行権が盛親に移譲されたが、これ以外の大名当主としての権限は変わらずに両人が共有していた。さらに慶長2年（1597年）3月24日に父の元親と共に制定した「長宗我部元親百箇条」を発布している。
だが、こうした流れの一方で、家督継承の経緯の異常性からか、豊臣秀吉及び豊臣政権は盛親を長宗我部氏の当主として最後まで認めなかったとする見方がある。武家官位を重要視する豊臣政権は大名およびその後継者に一定の官位を授けていたが、盛親が官位を受けた記録は無く、公式には通称の「右衛門太郎」のままであり（「土佐守」などは非公式な通称とされる）、これは大名当主としては異様である。慶長4年（1599年）5月、父・元親の死去により、家督を継いで土佐の国主となる。だが、その後も盛親の長宗我部氏の家督と土佐の国主の継承を豊臣政権が承認したことを示す記録は存在せず、この異常な状況は翌年の関ヶ原の戦いまで続くことになる。
これに対して、慶長2年（1597年）に盛親が単独で豊臣秀吉に拝謁していたことから、次期当主として承認されていたのではないかとする説もある。

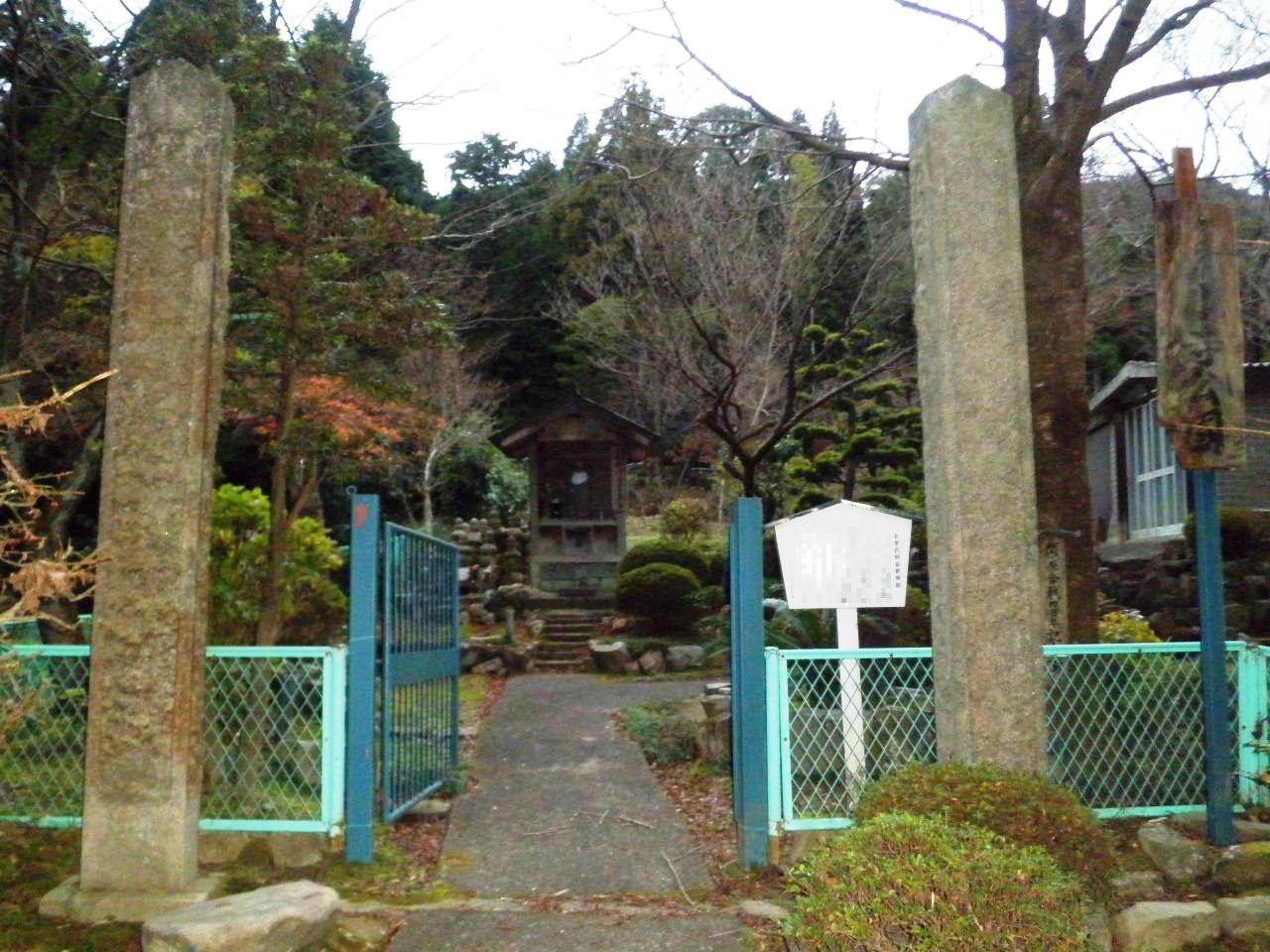
関ヶ原の戦いの長宗我部盛親陣跡（岐阜県不破郡垂井町）

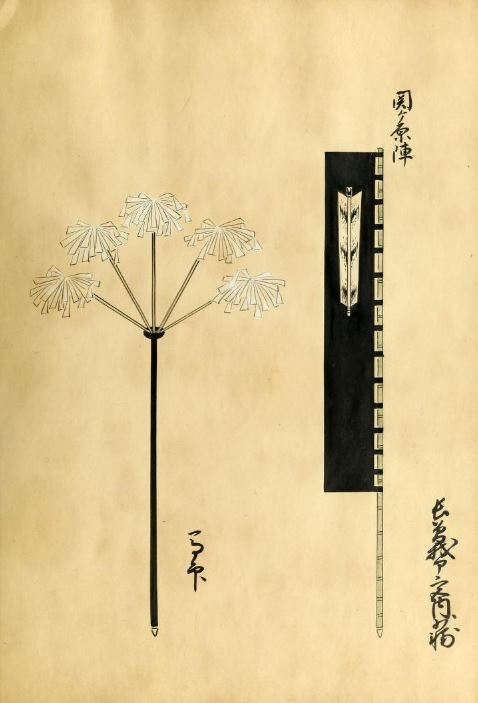
関ヶ原の戦い時の馬印・旗印

慶長5年（1600年）、関ヶ原の戦いが起こる。西軍に加担したのは元親生前より増田長盛や垣見一直との縁があったからとみられ、盛親参戦の動機は当主として豊臣政権から認知されることにあった。『古城伝承記』によると、盛親は当初は東軍に味方しようと決め、十市新左衛門・町三郎右衛門の二人を使者として徳川家康に派遣しようとしたが、近江国水口で西軍に道を閉ざされ、西軍に味方をすることに決めたとされるが、山本大によると、盛親と増田長盛の関係を考えるとこの話の真偽は疑わしいのではないかとしている。
盛親は東軍に与する伏見城や安濃津城などを落としながら関ヶ原に向かい、毛利秀元・吉川広家・安国寺恵瓊・長束正家らとともに家康本陣背後の南宮山に布陣した。
しかし、合戦においては徳川家康に内応する吉川広家によって毛利隊は動けず、毛利隊の後方に布陣していた長束隊や長宗我部隊も毛利隊の動向が分からず、動くことができなかった。最終的に戦闘に参加しないまま西軍は敗退した。
西軍壊滅後、盛親は西軍の壊滅を島津義弘の知らせと吉田重年の偵察で知った。盛親は池田輝政軍や浅野幸長軍の追撃を受けて多羅尾山に逃れ、伊賀から和泉に逃れて小出吉親の追撃を受けて大坂の天満に引揚げて、土佐へ帰った。

### 改易・蟄居
盛親は懇意にあった徳川氏の重臣・井伊直政を通じて家康に謝罪しようとしたが、『土佐物語』などでは改易の原因を家臣・久武親直の讒言から兄の津野親忠を殺害したため、家康の怒りを買って領土没収で改易されたとしている。
ただし、井伊直政の書状によると盛親は土佐を没収される代わりに「御堪忍分」という形で替地を与えられる予定であり、盛親の上洛はそれに応じたものだったようだ。しかし接収時に国替えに不満な家臣や吉良・津野などの遺臣一領具足が国元で浦戸一揆を引き起こし、その責任を問われ「御堪忍分」の支給を反故にされ改易という形になったことがうかがえる。一方で津野親忠殺害の是非については触れられた様子がないので改易の原因ではない。大名家としての長宗我部家はこのときをもって滅亡し、家臣団は各地の大名に誘われ再仕官する者、浪人となった者、元の百姓に戻った者など、散り散りになった。
浪人となった盛親は、慶長6年（1601年）には大坂から伏見に移住しており、慶長10年（1605年）頃まで大名への復帰運動を行っていた。慶長15年（1610年）には剃髪して「幽夢」と称し、慶長17年（1612年）の時点で京都に居住している。京都の柳ヶ逗子で寺子屋の師匠をしていたといわれるが、一次史料では確認されていない。また清原秀賢と交友があったとの記録も残っている。いずれにしても反徳川になり得る危険人物として京都所司代・板倉勝重の監視下に置かれていた。

### 大坂の陣

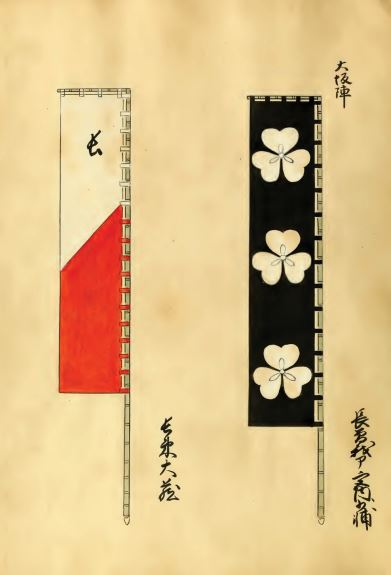
大坂の陣時の旗印（右）

大坂方と徳川方との間が険悪になる中、慶長19年（1614年）9月に板倉勝重は盛親に大坂入城の是非を詰問し、盛親は此度は関東方に味方して戦功をたて微録を得たいと念願しており、浅野長晟とも旧約を結んでいると答えて勝重を油断させ、僅か6人の従者と共に京都を脱出し、10月6日に大坂入城を果たした。これに応じて長宗我部家の再興を願う中内総右衛門を初めとする旧臣たちも入城し、大坂城に集結した牢人衆の中では最大の手勢1,000人を持つに至った盛親は、真田信繁、後藤基次、毛利勝永、明石全登とともに、いわゆる「五人衆」に数えられる主力部隊となった。
こうして大坂の陣が始まり、籠城戦となった冬の陣では豊臣家重臣の木村重成、後藤基次らとともに八丁目口・谷町口に布陣し、真田信繁が築いた真田丸の支援拠点を担った。
12月4日に真田丸の戦いが始まると、城内の火薬庫が爆発した事故を南条元忠の寝返りの合図と勘違いして押し寄せてきた井伊直孝隊・松平忠直隊に応戦し、損害を与えて退却させた。しかしこれ以外に大規模な戦闘は発生せず、膠着状態のまま大坂方と幕府方の間に和議が成立する。

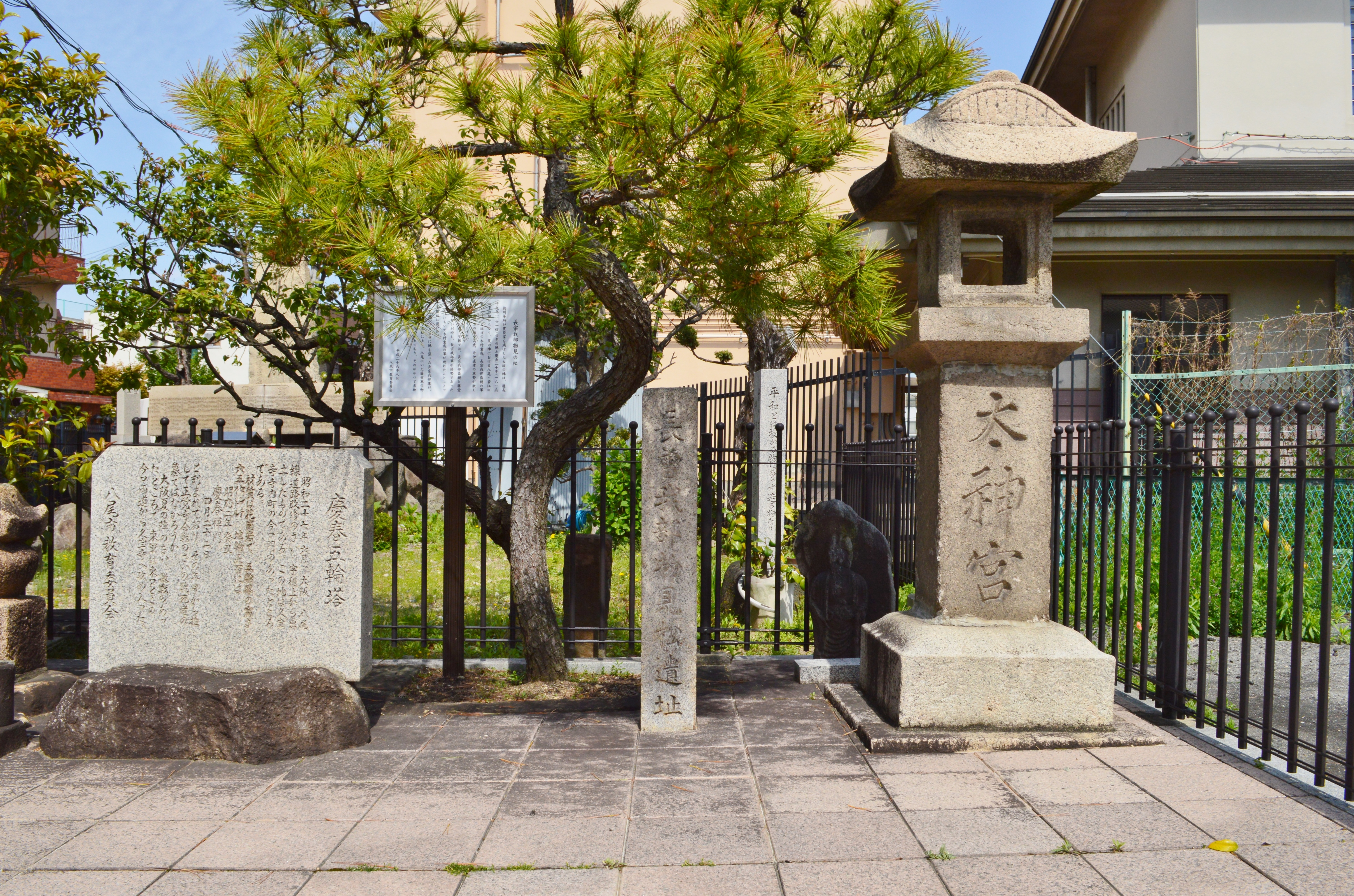
長曽我部物見松遺址碑
（大阪府八尾市）

野戦となった夏の陣では木村重成とともに徳川家康の本陣を突くべく5千余の主力軍勢を率いて出陣し、徳川方の藤堂高虎隊と激突する。八尾・若江の戦いである。
慶長20年（1615年）5月6日の未明、八尾に進出していた長宗我部隊の先鋒・吉田重親が藤堂高虎の軍勢と遭遇した。この時、長宗我部隊の先鋒は軽装備であったためすぐに本隊と合流しようとしたが、逆に藤堂隊にも発見されてしまう。鉄砲を撃ち込まれた先鋒は壊滅し、吉田重親は本隊に伝令を発したのち討ち死にした。藤堂隊は勢いに乗じて長宗我部本隊を殲滅しようと攻勢を強めるが、盛親は川の堤防に兵を伏せ、藤堂隊を十分に引き付けたところで槍を構えた兵を突撃させた。思わぬ猛反撃を受けた藤堂隊の先陣は一気に壊滅、盛親はなおも攻撃の手を緩めなかったため藤堂隊はほぼ全軍が混乱に陥り、高虎の甥の藤堂高刑など前線の将が一度に討ち死にする。統制が乱れた藤堂隊は高虎自身も逃げ回らざるを得ない潰走状態となった。
しかし、盛親隊と並行して若江へ進んでいた大坂方別働隊の木村重成が井伊直孝らの軍勢との戦闘で壊滅し、ほどなく井伊隊が藤堂隊の援軍に駆けつける。この報を受けた盛親は敵中での孤立を余儀なくされ、やむなく大坂城へ撤退した。
なお、盛親隊はこの八尾の合戦かその後退時に、大損害を受け実質壊滅したと考えられる。事実、翌日の天王寺・岡山の戦いでは盛親は大坂城に留まり、戦闘には参加しなかった。

### 最期

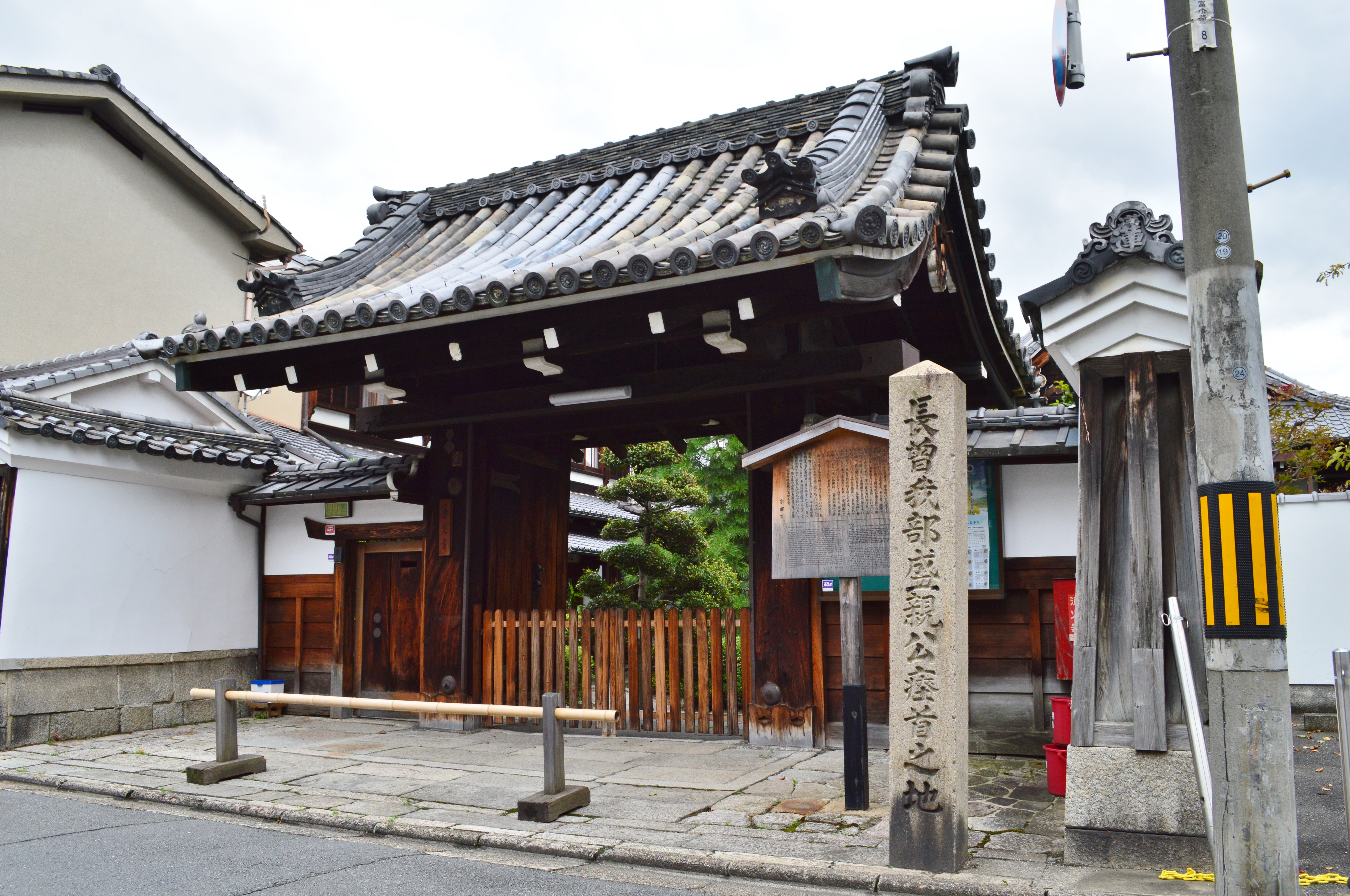
墓所の蓮光寺と長宗我部盛親公瘞首之地碑（京都市下京区）

5月11日（または10日）に京都八幡（京都府八幡市）付近の橋本の近くの葦の中に潜んでいたところを蜂須賀至鎮の家臣・長坂三郎左衛門に見つかり捕らえられ、伏見に護送された。盛親は、二条城の柵に縛られさらし者とされた後、京都を引廻され、5月15日に六条河原で斬られた。享年41。盛親の首は三条河原にさらされ、京都の蓮光寺の僧が板倉勝重に請うてその遺骸を同寺に葬り、源翁宗本と諡名した。

## 子孫
『野史』によると、盛親には5人の男子がいたという。長男・盛恒（字は右衛門太郎）は、良峯観音堂に逃れて隠れていたが、伏見で捕らえられ、豊後橋の下で斬られた。5月5日に従者を率いた三男・盛信（右衛門三郎）は、国に帰って兵を挙げようとしたところを山内一豊が派遣した者に攻められ、伊予・阿波の国境に逃れた。父兄が皆殺されたことを聞くと、盛信は高岡城の山内主膳を急襲する。山内一豊はその一党を捜し出し、ことごとく捕らえてこれを殺害した。五男・某（右衛門五郎）は、豊臣秀頼の子・国松丸に代わり八幡で捕らえられ、斬られた。『野史』は次男・盛高（右衛門二郎）と四男・盛定（右衛門四郎）の名を載せるが、その最期について明記していない。ある書に記されたこととして、盛高は弟と刺し違えて死に、盛定は秀頼に従って殉死したと付記するが、その詳細は不明とする。山本大は、伝えられる話として、盛高は盛信と共に土佐の山野に隠れていたが山内氏に殺され、盛定は弟・某と共に八幡で捕らえられ斬られたとしている。
平井上総は盛親の子として2人の人物のみを挙げる。1人は家臣・上野平太夫に嫁いだ娘で、平太夫は後に立花宗茂に仕えた。もう1人は津田丹波という名の男子で、『韓川筆話』に記述されている。それによると、彼は大坂の陣の際に商人に拐されて奥州に連れていかれ、その後伊達政宗から知行を与えられたという。ただし、この話の真偽は不明である。
また、慶安事件における由井正雪の協力者・丸橋忠弥は、盛親の庶子を称し、実名を盛澄といったという。『徳川実紀』でも長宗我部氏の一族とされている。しかし、信頼できる史料に盛親の子とするものは見られず、長宗我部氏の系図でも丸橋忠弥に当たる人物は確認できないため、真偽は不明である。
平成27年（2015年）6月の400年法要には盛親の物と伝わる鐙（あぶみ、馬具の一種）を盛親の次男・盛高の血を引くという人物が蓮光寺に持ち寄った。それまでは片側のみが蓮光寺に保存されていたが、形状・配色共に一致したため100年ぶりに双方が揃うことになった。子孫を称する人物は、祖父が100年前の300年法要で寺から譲り受けたものとしており、これがヨッピー（Webライター）の父親であることが後日判明した。これが事実であれば、夏の陣後の徳川方の残党狩りを逃れた盛親直系の血筋の人物が存在したということになる。

## 人物・逸話
- 大坂夏の陣で敗れ、徳川方に捕らえられ白州に引き出された際、自刃もせずに捕らわれたことを徳川方の将兵が蔑むと「命は惜しい。命と右の手がありさえすれば、家康と秀忠をこのような姿にもできたのだ」と語った。同じ逸話として秀忠の側近が「何故自害しなかった」と尋ねると「一方の大将たる身が、葉武者のごとく軽々と討死すべきではない。折あらば再び兵を起こして恥をそそぐつもりである」と答えた（『常山紀談』）。